# Okręg wyborczy Denison
Okręg wyborczy Denison (ang. Division of Denison) – jednomandatowy okręg wyborczy do Izby Reprezentantów Australii, położony na Tasmanii i obejmujący część obszaru jej stolicy, Hobart. Patronem okręgu jest administrator kolonialny William Denison, zaś pierwsze wybory odbyły się w nim w 1903 roku. 

## Lista posłów
| okres urzędowania | poseł               | przynależność |
| ----------------- | ------------------- | --- |
| 1903-1910         | Philip Fysh         | Partia Protekcjonistyczna (1903-1906) Partia Antysocjalistyczna (1906-1909) Związkowa Partia Liberalna (1909-1910)    |
| 1910-1922         | William Laird Smith | Australijska Partia Pracy (1910-1916) Narodowa Partia Pracy (1916-1917) Nacjonalistyczna Partia Australii (1917-1922) |
| 1922-1925         | David O'Keefe       | Australijska Partia Pracy                                                                                             |
| 1925-1928         | John Gellibrand     | Nacjonalistyczna Partia Australii                                                                                     |
| 1928-1931         | Charles Cully       | Australijska Partia Pracy                                                                                             |
| 1931-1934         | Arthur Hutchin      | Partia Zjednoczonej Australii                                                                                         |
| 1934-1940         | Gerald Mahoney      | Australijska Partia Pracy                                                                                             |
| 1940-1943         | Arthur Beck         | Partia Zjednoczonej Australii                                                                                         |
| 1943-1949         | John Gaha           | Australijska Partia Pracy                                                                                             |
| 1949-1963         | Athol Townley       | Liberalna Partia Australii                                                                                            |
| 1964-1969         | Adrian Gibson       | Liberalna Partia Australii                                                                                            |
| 1969-1972         | Robert Solomon      | Liberalna Partia Australii                                                                                            |
| 1972-1975         | John Coates         | Australijska Partia Pracy                                                                                             |
| 1975-1987         | Michael Hodgman     | Liberalna Partia Australii                                                                                            |
| 1987-2010         | Duncan Kerr         | Australijska Partia Pracy                                                                                             |
| od 2010           | Andrew Wilkie       | niezrzeszony |

źródło: 